# Topshelf Open 2014
Topshelf Open 2014 — тенісний турнір, що проходив на відкритих кортах з трав'яним покриттям. Це був 25-й за ліком Rosmalen Grass Court Championships. Належав до серії 250 у рамках Туру ATP 2014, а також серії International у рамках Туру WTA 2014. І чоловічі, і жіночі змагання відбулись у парку Autotron у Rosmalen, поблизу 'с-Гертогенбоса (Нідерланди). Тривав з 15 до 21 червня 2014 року.

## Очки і призові

### Нарахування очок
| Дисципліна                 | П   | Ф   | ПФ  | ЧФ | 1/8 | 1/16 | Q   | Q3  | Q2  | Q1  |
| Чоловіки, одиночний розряд | 250 | 150 | 90  | 45 | 20  | 0    | 12  | 6   | 0   | 0   |
| Чоловіки, парний розряд    | 250 | 150 | 90  | 45 | 0   | Н/Д  | Н/Д | Н/Д | Н/Д | Н/Д |
| Жінки, одиночний розряд    | 280 | 180 | 110 | 60 | 30  | 1    | 18  | 14  | 10  | 1   |
| Жінки, парний розряд       | 280 | 180 | 110 | 60 | 1   | Н/Д  | Н/Д | Н/Д | Н/Д | Н/Д |

### Призові гроші
| Дисципліна                 | П       | F       | ПФ      | ЧФ      | 1/8    | 1/16   | Q3     | Q2   |
| Чоловіки, одиночний розряд | €73,350 | €38,630 | €20,930 | €11,920 | €7,025 | €4,160 | €710   | €340 |
| Жінки, одиночний розряд    | €34,677 | €17,258 | €9,274  | €5,000  | €2,758 | €1,790 | €1,036 | €605 |
| Чоловіки, парний розряд    | €23,500 | €12,350 | €6,690  | €3,830  | €2,240 | Н/Д    | Н/Д    | Н/Д  |
| Жінки, парний розряд       | €9,919  | €5,161  | €2,770  | €1,468  | €774   | Н/Д    | Н/Д    | Н/Д  |

## Учасники основної сітки в рамках чоловічого турніру

### Сіяні учасники
| Країна  | Гравець               | Рейтинг1 | Сіяний |
| ------- | --------------------- | -------- | ------ |
| Іспанія | Давид Феррер          | 7        | 1      |
| Іспанія | Фернандо Вердаско     | 23       | 2      |
| Іспанія | Роберто Баутіста Аґут | 28       | 3      |
| Іспанія | Марсель Гранольєрс    | 30       | 4      |
| Росія   | Дмитро Турсунов       | 32       | 5      |
| Канада  | Вашек Поспішил        | 35       | 6      |
| Франція | Ніколя Маю            | 40       | 7      |
| Австрія | Юрген Мельцер         | 51       | 8      |

- 1 Рейтинг подано станом на 9 червня 2014.

### Інші учасники
Нижче наведено учасників, які отримали вайлд-кард на участь в основній сітці:
- Тіємо де Баккер
- Кіммер Коппеянс
- Джессі Гута Ґалунґ

Нижче наведено гравців, які пробились в основну сітку через стадію кваліфікації:
- Лукаш Лацко
- Адріан Маннаріно
- Мате Павич
- Жуан Соуза

Як щасливий лузер в основну сітку потрапили такі гравці:
- Паоло Лоренці

### Відмовились від участі
До початку турніру
- Давид Феррер (вірус)
- Лукаш Кубот
- Леонардо Маєр

Під час турніру
- Дмитро Турсунов

## Учасники основної сітки в парному розряді

### Сіяні пари
| Країна     | Гравець            | Країна  | Гравець       | Рейтинг1 | Сіяні |
| ---------- | ------------------ | ------- | ------------- | -------- | ----- |
| Нідерланди | Жан-Жульєн Роєр    | Румунія | Горія Текеу   | 48       | 1     |
| США        | Ерік Буторак       | ПАР     | Равен Класен  | 56       | 2     |
| Іспанія    | Марсель Гранольєрс | Австрія | Юрген Мельцер | 62       | 3     |
| Мексика    | Сантьяго Гонсалес  | США     | Скотт Ліпскі  | 76       | 4     |

- 1 Рейтинг подано станом на 9 червня 2014.

### Інші учасники
Нижче наведено пари, які отримали вайлдкард на участь в основній сітці:
- Дастін Браун /  Генрі Контінен
- Тіємо де Баккер /  Ігор Сійслінґ

Нижче наведено пари, які отримали місце в основній сітці як заміни:
- Stephan Fransen /  Веслі Колгоф
- Жуан Соуза /  Ян-Леннард Штруфф

### Відмовились від участі
До початку турніру
- Бенуа Пер (травма коліна)

## Учасниці основної сітки в рамках жіночого турніру

### Сіяні учасниці
| Країна     | Гравчиня             | Рейтинг1 | Сіяна |
| ---------- | -------------------- | -------- | ----- |
| Румунія    | Сімона Халеп         | 3        | 1     |
| Словаччина | Домініка Цібулкова   | 10       | 2     |
| Канада     | Ежені Бушар          | 12       | 3     |
| Іспанія    | Карла Суарес Наварро | 15       | 4     |
| Німеччина  | Андреа Петкович      | 20       | 5     |
| Бельгія    | Кірстен Фліпкенс     | 25       | 6     |
| Іспанія    | Гарбінє Мугуруса     | 27       | 7     |
| Чехія      | Клара Коукалова      | 33       | 8     |

- 1 Рейтинг подано станом на 9 червня 2014.

### Інші учасниці
Нижче наведено учасниць, які отримали вайлд-кард на участь в основній сітці:
- Леслі Керкгове
- Міхаелла Крайчек
- Ан-Софі Месташ

Нижче наведено гравчинь, які пробились в основну сітку через стадію кваліфікації:
- Мона Бартель
- Юлія Глушко
- Ольга Говорцова
- Коко Вандевей

### Відмовились від участі
До початку турніру
- Карін Кнапп --> її замінила Ярослава Шведова
- Роміна Опранді --> її замінила Чжен Сайсай

### Знялись
- Сімона Халеп (травма грудного відділу хребта)
- Ваня Кінґ (травма грудного відділу хребта)
- Карла Суарес Наварро (травма поперекового відділу хребта)

## Учасниці основної сітки в парному розряді

### Сіяні пари
| Країна        | Гравчиня                | Країна    | Гравчиня              | Рейтинг1 | Сіяна |
| ------------- | ----------------------- | --------- | --------------------- | -------- | ----- |
| Чехія         | Андреа Главачкова       | КНР       | Чжен Цзє              | 37       | 1     |
| Іспанія       | Анабель Медіна Гаррігес | Казахстан | Ярослава Шведова      | 46       | 2     |
| Нідерланди    | Міхаелла Крайчек        | Франція   | Крістіна Младенович   | 65       | 3     |
| Нова Зеландія | Марина Еракович         | Іспанія   | Аранча Парра Сантонха | 73       | 4     |

- 1 Рейтинг подано станом на 9 червня 2014.

### Інші учасниці
Нижче наведено пари, які отримали вайлдкард на участь в основній сітці:
- Демі Схюрс /  Алісон ван Ейтванк

## Переможниці та фіналістки

### Чоловіки. Одиночний розряд
- Роберто Баутіста Аґут —  Бенжамін Бекер, 2–6, 7–6(7–2), 6–4

### Одиночний розряд. Жінки
- Коко Вандевей —  Чжен Цзє, 6–2, 6–4

### Парний розряд. Чоловіки
- Жан-Жульєн Роєр /  Горія Текеу —  Сантьяго Гонсалес /  Скотт Ліпскі, 6–3, 7–6(7–3)

### Парний розряд. Жінки
- Марина Еракович /  Аранча Парра Сантонха —  Міхаелла Крайчек /  Крістіна Младенович, 0–6, 7–6(7–5), [10–8]